# Speyeria tehachapina
Speyeria tehachapina är en fjärilsart som beskrevs av Comstock 1920. Speyeria tehachapina ingår i släktet Speyeria och familjen praktfjärilar. Inga underarter finns listade i Catalogue of Life.